# 坊門信清
坊門 信清（ぼうもん のぶきよ）は、平安時代末期から鎌倉時代前期の公卿。修理大夫・藤原信隆の子。同母姉に高倉天皇妃の殖子（七条院）がおり、後鳥羽天皇の外叔父にあたる。四条壬生と三条坊門にそれぞれ邸宅を所有していた。また、京都の太秦にも山荘があったことから、太秦内府と称した。

## 生涯
長寛元年（1163年）叙爵。侍従・少納言・七条院別当・右馬助・右兵衛督などを歴任。建久8年（1197年）従三位に叙され公卿に列す。翌年参議に任ぜられ、のち権大納言にまで昇進する。
元久元年（1204年）権大納言を辞すが、建暦元年（1211年）還任して内大臣まで昇進した。しかし翌年上表して内大臣を辞した。議政官として右衛門督・播磨権守・鳥羽院別当及び厩別当などを兼帯した。建保3年（1215年）2月嵯峨別業において出家し、翌年3月に薨去。
後鳥羽天皇の叔父として権力をふるい、侍従だった寿永2年（1183年）の法住寺合戦に際し後鳥羽天皇を守った。建仁3年（1203年）には播磨国を賜った際、御所五辻殿を造進。翌元久元年には後鳥羽上皇の移御があった。また右馬頭在任中の建久6年（1195年）、伊勢例幣に際し信清の沙汰によって馬寮から馬が進められなかった時、九条兼実は「外戚の威を振りかざして厳重な神事に関わる」といった批判を浴びせたことがあった。源実朝は婿にあたるため、朝廷における鎌倉幕府との交渉役ともなった。

## 系譜
- 父：藤原信隆
- 母：藤原（持明院）通基の娘
- 妻：藤原定能の娘
  - 男子：坊門忠信（1187年 - ?）
  - 男子：坊門忠清
  - 男子：坊門輔平 - 後鳥羽天皇寵臣、左近中将、早世
  - 女子：九条良輔室
- 妻：藤原公保の娘
  - 女子：四条隆衡室
- 妻：相模局 - 院女房
  - 女子：坊門位子（大納言局） - 従二位、順徳天皇女房、永安門院母
- 生母不明
  - 男子：坊門有信
  - 男子：坊門清顕
  - 女子：坊門局（西御方） - 後鳥羽天皇女房、道助入道親王・礼子内親王、頼仁親王母
  - 女子：源雅親室
  - 女子：藤原伊時室
  - 女子：西八条禅尼（1193年 - 1274年） - 源実朝室
  - 女子：別当局 - 院女房、藤原基行室
  - 女子：
  - 女子：

## 関連作品
テレビドラマ
- 『草燃える』（1979年、NHK大河ドラマ、演：平田守）